# 足利頼純
足利 頼純 / 頼淳（あしかが よりずみ / よりあつ）は、戦国時代から安土桃山時代にかけての武士。『寛政重修諸家譜』では頼純、『喜連川判鑑』では頼淳。別名に喜連川頼純。左兵衛督。

## 生涯
天文元年（1532年）、小弓公方・足利義明の次男として誕生した。童名は国王丸。
天文7年（1538年）に第一次国府台合戦で父・義明が戦死すると、安房国の里見氏を頼って落ち延び、その庇護を受けた。幼時には石堂寺に預けられたとみられている。
元服後は小田喜（現・千葉県夷隅郡大多喜町）に滞在した。里見義頼と梅王丸の家督争いの際には義頼に偏諱を与えたとする見方がある一方で、それに続く義頼と正木憲時の争いの時には後者についたとする見方がある（千野原靖方説）。後北条氏が豊臣秀吉による小田原征伐によって下総国から撤退すると、その機に乗じて里見義康と共に父が住した小弓城を奪還した様である。「義」の字を家臣の逸見氏に付与しており、意識の上では関東足利氏正統として、その秩序の管理者として振る舞っていた。
娘の嶋子（のちの月桂院）が秀吉の側室となったことと、足利氏の血を引くことから大名として復帰を許され、嫡男・国朝が下野国喜連川城を領した。他に娘として鎌倉東慶寺19世瓊山法清がいる。
慶長6年（1601年）、喜連川で死去した。『寛政重修諸家譜』では5月4日、『喜連川判鑑』では5月14日、と日付に差異がある。法名について、『寛政重修諸家譜』では機公、『喜連川判鑑』では龍光院殿全山機公、としている。